# Acueducto de Matanzas

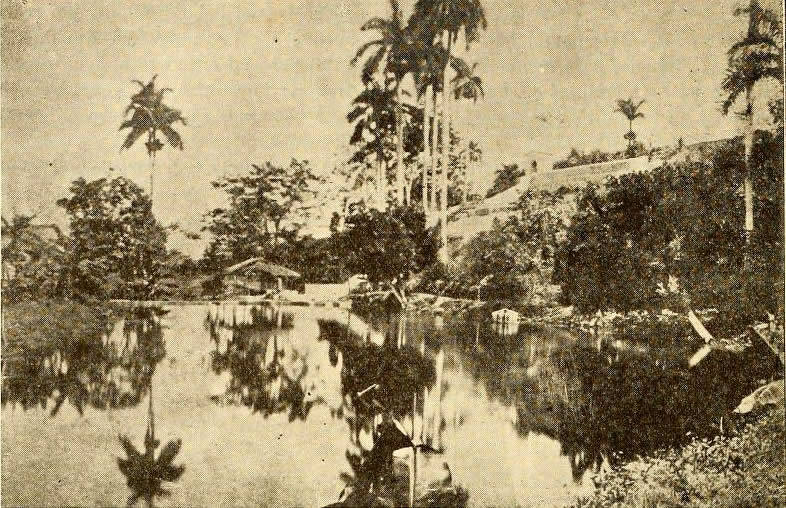
Manantial Bello, 1880

El Acueducto de Matanzas, Cuba, terminado el 2 de junio de 1872, también llamado el "Acueducto de Burriel" fue el primero de su tipo en Matanzas.

## Historia
Manuel del Portillo lanzó la iniciativa de hacer un Acueducto en Matanzas en 1845, para aprovechar las aguas del río de San Agustí, Matanzas, sin mucho éxito. Tampoco lo tenía el coronel e ingeniero militar Francis Albear y Lara. Juan F. Sánchez y Bárcena lo intentó en 1860 pero le fallaba la financiación. En 1871 lo construyó la empresa "Heydrich & Cía" de Habana, del ingeniero Fernando Heydrich Klein. Heydrich por su parte recibió el permiso del general Arsenio Martínez Campos y de la reina de España Isabel II, y su usufructo hasta el año 1912. Resultó ser una obra importante para el abastecimiento de agua potable para la región, llevando el agua desde los Manantiales de Bello y Benavides. Se proyectaba realizar el aprovechamiento de cincuenta litros de agua por secundo de esos manantiales para abastimiento de Matanzas.Declarado monumento nacional, sirve de abastimiento de agua para Matanzas hasta hoy.